# Cryptolestes corticinus
Cryptolestes corticinus är en skalbaggsart som först beskrevs av Wilhelm Ferdinand Erichson 1846.  Cryptolestes corticinus ingår i släktet Cryptolestes, och familjen ritsplattbaggar. Arten är reproducerande i Sverige.

## Bildgalleri

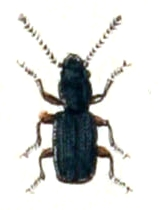